# Гивех

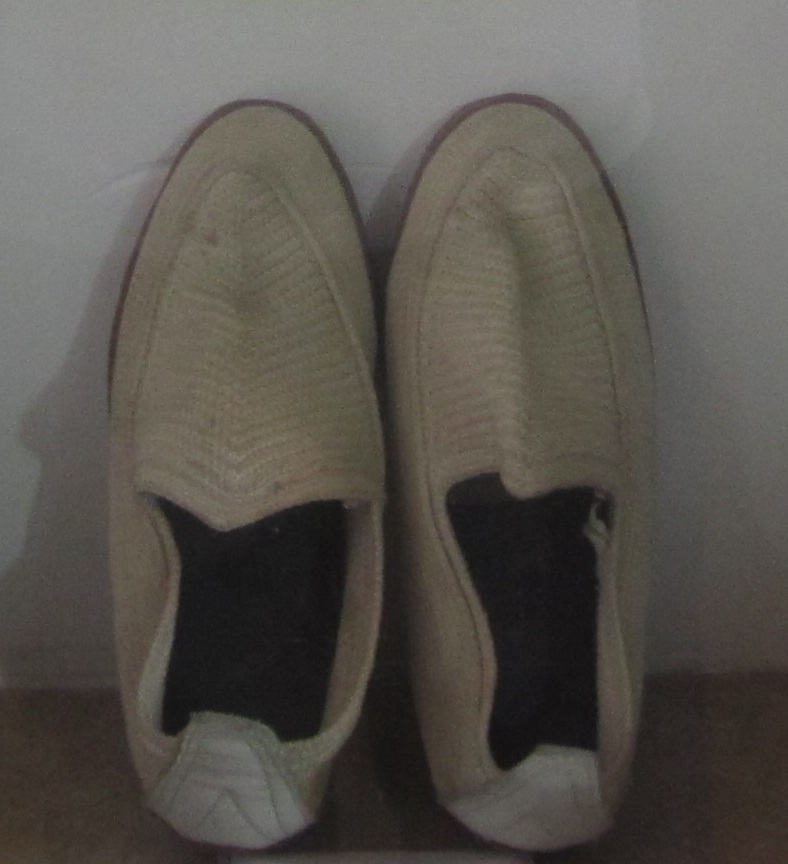

Гивех или гивах (перс. گیوه‎, курд.: کەڵاش, калаш) — это мягкая, удобная, прочная обувь с ручным плетением, распространённая в нескольких частях Ирана, особенно в сельских и горных районах провинции Керманшах. Производственными центрами гивех являются две провинции Йезд и Керманшах в Иране.
Гивех состоит из двух частей: подошвы и верхней части. Подошва обычно резиновая или кожаная, верхняя — тканая нить. До прихода резиновой промышленности в этот район, изготовители гивех использовали дикую бычью кожу, чтобы сделать гивех, а верх был из шерстяной или хлопковой нити. И самые богатые люди носили их. С приходом резиновой промышленности люди из низшего класса использовали резину в подошве гивех.